# 孔谢德贝阿尔恩
孔谢德贝阿尔恩（法語：Conchez-de-Béarn）是法国比利牛斯-大西洋省的一个市镇，属于波城区（Pau）加尔兰县（Garlin）。该市镇总面积4.49平方公里，2009年时的人口为120人。

## 人口
孔谢德贝阿尔恩人口变化图示